# بلاری
بلاری
شهر بلاری (به انگلیسی: Bellary) با جمعیت ۳۵۵٫۴۲۹ نفر در ایالت کارناتاکا در کشور هند واقع شده‌است.